# Стае
Стае (на словенски: Staje) е село в Словения, регион Средна Словения, община Иг. Според Националната статистическа служба на Република Словения през 2015 г. селото има 125 жители.